# Leptotarsus (Macromastix) intermedius
Leptotarsus (Macromastix) intermedius is een tweevleugelige uit de familie langpootmuggen (Tipulidae). De soort komt voor in het Australaziatisch gebied.